# Lithosiini
Lithosiini là một tông bướm đêm trong họ Erebidae. Tông này được ghi nhận có 2.752 loài.

## Phân loại
Tông này trước đây được phân loại là phân họ Lithosiinae trong họ Arctiidae. Khi họ Arctiidae được điều chỉnh lại thành phân họ Arctiinae thuộc họ Erebidae, phân họ Lithosiinae cũng hạ xuống thành tông Lithosiini, với các tông cũ chuyển xuống thành phân tông tương ứng (hậu tố -ini chuyển thành -ina, như Acsalini thành Acsalina).